# Communauté de communes Osartis
Die Communauté de communes Osartis ist ein ehemaliger französischer Gemeindeverband (Communauté de communes) im Département Pas-de-Calais und der Region Nord-Pas-de-Calais. Er wurde am 29. Dezember 1999 aus der Communauté de communes Scarpes-Sensée in Osartis umbenannt. 2014 fusionierte der Gemeindeverband mit der Communauté de communes de Marquion und bildete damit die neue Communauté de communes Osartis Marquion.

## Mitglieder
1. Arleux-en-Gohelle
2. Bellonne
3. Biache-Saint-Vaast
4. Boiry-Notre-Dame
5. Brebières
6. Cagnicourt
7. Corbehem
8. Dury
9. Étaing
10. Éterpigny
11. Fresnes-lès-Montauban
12. Fresnoy-en-Gohelle
13. Gouy-sous-Bellonne
14. Hamblain-les-Prés
15. Haucourt
16. Hendecourt-lès-Cagnicourt
17. Izel-lès-Équerchin
18. Neuvireuil
19. Noyelles-sous-Bellonne
20. Oppy
21. Pelves
22. Plouvain
23. Quiéry-la-Motte
24. Récourt
25. Rémy
26. Riencourt-lès-Cagnicourt
27. Rœux
28. Sailly-en-Ostrevent
29. Saudemont
30. Tortequesne
31. Villers-lès-Cagnicourt
32. Vis-en-Artois
33. Vitry-en-Artois

## Quelle
- Le SPLAF - (Website zur Bevölkerung und Verwaltungsgrenzen in Frankreich (frz.))